# San Michele che scaccia il demonio
San Michele che scaccia il demonio, anche conosciuto come il Diavolo di Mergellina, è un dipinto a tempera su tavola di Leonardo da Pistoia, realizzato nel 1542 e conservato all'interno della chiesa di Santa Maria del Parto a Mergellina, a Napoli.

## Storia e descrizione
Quando nel 1542 il vescovo e poi cardinale Diomede Carafa acquistò una cappella all'interno della chiesa di San Nazario, poi divenuta di Santa Maria del Parto, commissionò a Leonardo Grazia da Pistoia di dipingere una tavola che raffigurasse san Michele arcangelo nell'atto di scacciare il diavolo. Secondo la leggenda, una nobile napoletana, una certa Vittoria d'Avalos, si sarebbe innamorata follemente di Carafa, il quale, per porre rimedio alle pressanti richieste di amore della donna, che mettevano a dura prova le sue virtù, fece dipingere il quadro con san Michele avente le sue sembianze, mentre il volto del demonio era quello di Vittoria: la donna quindi rinunciò all'amore ed il cardinale, per celebrare la sua vittoria, fece incidere sull'opera la scritta:
(Diomede Carafa)
Secondo un'altra leggenda, narrata da Matilde Serao, Diomede Carafa rimase ammaliato da una certa donna Isabella: in un primo momento il suo amore venne corrisposto, poi lei, invaghitasi di un altro, lasciò Carafa nello sconforto, il quale riuscì a liberarsi del dolore solo dopo la realizzazione del quadro. Proprio da questa opera e dalla sua storia, proviene il proverbio napoletano:
La tavola è posta all'interno di una cornice dorata ed intagliata, con raffigurazioni di delfini alati, amorini, maschere e fauni, realizzata dallo stesso Leonardo da Pistoia; l'opera, dai colori vivaci, è ambientata in un paesaggio brullo e spoglio, i cui elementi distinguibili, oltre alle montagne, sono sulla sinistra una casa ed un albero: il personaggio principale, san Michele, ha ali colorate, un'armatura azzurra che riporta la muscolatura del suo corpo e viso rivolto verso il basso; questo, inoltre, è poggiato sul demonio, che viene trafitto da una lancia. Il diavolo ha le sembianze di una donna, con il volto rivolto verso l'arcangelo, ali in rosso e nero ed il corpo terminante in un groviglio di code.